# Baden Baden (film)
Pour les articles homonymes, voir Baden Baden (homonymie).
Série
Les navets blancs empêchent de dormir
(2011)
Pour plus de détails, voir Fiche technique et Distribution.
Baden Baden est un long métrage franco-belge réalisé par Rachel Lang, sorti en 2016. C’est le troisième épisode d'une trilogie (avec Pour toi je ferai bataille sorti en 2010 et Les navets blancs empêchent de dormir sorti en 2011) mettant en scène le personnage de Ana.
C'est le dernier film de Claude Gensac, morte le 27 décembre de la même année.
Le film est sélectionné au Festival Premiers Plans d'Angers 2016 et à la Berlinale 2016. Le film a obtenu le Best Fiction Film Award au festival Crossing Europe en 2016.

## Synopsis
À la suite d'une expérience professionnelle désastreuse à l’étranger, Ana, 26 ans, revient dans la ville de son adolescence. Elle se donne pour mission, chez sa grand-mère, de réaménager la salle de bain pour qu'elle soit mieux adaptée à une personne âgée. Le temps d'un été, une ancienne passion amoureuse ressurgit, sa grand-mère est hospitalisée et Ana tente de composer avec la vie.

## Fiche technique
- Titre original : Baden Baden
- Réalisation : Rachel Lang
- Scénario : Rachel Lang
- Décors : Jean-Francois Sturm et Elizabeth Ausina
- Costumes : Sandra Campisi et Delphine Laloy
- Photographie : Fiona Braillon et Romain Carcanade
- Son : Aline Huber
- Montage : Sophie Vercruysse
- Production : Valérie Bournonville, Pierre-Louis Cassou, Jeremy Forni et Joseph Rouschop
- Sociétés de production : ChevalDeuxTrois, Tarantula et RTBF
- Société de distribution : Jour2Fête (France)
- Pays de production :  France et  Belgique
- Langue originale : français
- Genre : comédie dramatique
- Durée : 95 minutes
- Dates de sortie :
  - France : 28 janvier 2016 (Festival Premiers Plans d'Angers) ; 4 mai 2016 (sortie nationale)

## Distribution
- Salomé Richard : Ana
- Claude Gensac : Grand-mère
- Lazare Gousseau : Grégoire
- Swann Arlaud : Simon
- Olivier Chantreau : Boris
- Jorijn Vriesendorp : Mira
- Noémie Rosset : Meriem
- Zabou Breitman : la mère d'Ana
- Thomas Silberstein : Samson
- Kris Portier de Bellair : la mère de Boris
- Régis Lang : le père d'Ana
- Kate Moran : Lois
- Mathieu Mortelmans : l'assistant de production
- Sam Louwyck : Andrew
- Driss Ramdi : Amar